# Sandrine Ilendou
Sandrine Ilendou, née le 19 novembre 1983 au Gabon, est une judokate gabonaise.

## Carrière
Sandrine Ilendou évolue dans la catégorie des moins de 48 kg. 
Elle est médaillée d'argent aux Jeux africains de 2007 et aux Jeux africains de 2011 et médaillée de bronze aux Championnats d'Afrique de judo 2005, aux Championnats d'Afrique de judo 2011 et aux Championnats d'Afrique de judo 2012. 
Elle est éliminée au premier tour des Jeux olympiques de 2008 par l'Algérienne Meriem Moussa.